# Maredsous (bier)
Maredsous is een Belgisch abdijbier.
Het bier wordt gebrouwen in Brouwerij Duvel Moortgat, te Breendonk. Dit bier draagt het label Erkend Belgisch Abdijbier sinds 1999, genoemd naar de abdij van Maredsous. Het recept van het eerste abdijbier Maredsous 6 wordt in 1949 door pater Attout samen met brouwerij du Faleau in Châtelineau uitgewerkt, een amberkleurig bier van 6%. Het gedeponeerde merk en recept zijn eigendom van de abdij. In het najaar komt er een kerstbier brassin de Noël van 8% bij, later omgedoopt tot Maredsous 8. Brouwerij du Faleau sluit in 1960 de deuren en wordt overgenomen door brouwerij Caulier, die op haar beurt opgaat in Brasserie de Ghlin. De kwaliteit van het bier laat te wensen over en men gaat op zoek naar een andere brouwer. Vanaf 1964 worden de abdijbieren gebrouwen bij brouwerij Duvel Moortgat, die de oorspronkelijke recepten verbeterde. Vanaf 1972 komt er een tripel Maredsous 9 bij en later de blonde Maredsous 6. In 2001 stopt men de productie van de bruine Maredsous 6 en verandert de naam van de tripel in Maredsous 10.
Er bestaan 3 varianten:
- Maredsous 6, blond bier met een alcoholpercentage van 6%
- Maredsous 8, bruin bier met een alcoholpercentage van 8%
- Maredsous 10, donkerblond bier met een alcoholpercentage van 10%